# Kljutjevskaja Sopka
Kljutjevskaja Sopka (russisk: Ключевская сопка, tr. Kljutjevskaja sopka) er en vulkan på Kamtjatkahalvøen i det nordøstlige Rusland. Kljutjevskaja Sopka er verdens højeste aktive vulkan med 4750 moh. Vulkanen er en stejl, symmetrisk kegle omkring 100 km fra Beringshavet.
Vulkanens første registrerede udbrud fandt sted i 1697, og har næsten uafbrudt været aktiv siden da, med mere end 80 udbrud. I juni 2007 nåede en askesky fra et udbrud en højde på næsten 10.000 meter og drev derefter væk og forstyrrede flytrafikken fra USA til Asien. Vulkanen var meget aktiv i 2010 med eksplosive aske- og lavaudbrud.
Kljutjevskaja Sopka blev for første gang besteget i 1788 i Billings ekspedition. Ingen andre bestigninger er blevet registreret indtil 1931, hvor flere bjergbestigere blev dræbt af flyvende lava under nedstigningen. Da der fortsat findes samme farer er der kun gjort få forsøg på at bestige vulkanen.
Kljutjevskaja Sopka er en del af UNESCO's Verdensarvsområde Kamtjatkas vulkaner.